# Emiel-Jozef De Smedt
Emiel-Jozef De Smedt (ur. 30 października 1909 w Opwijk, zm. 29 września 1995 w Brugii) – belgijski duchowny katolicki, biskup brugijski w latach 1952–1984.

## Życiorys
Święcenia kapłańskie otrzymał 29 września 1933.
16 maja 1950 papież Pius XII mianował go biskupem pomocniczym archidiecezji mecheleńskiej. Otrzymał wówczas biskupią stolicę tytularną Elusa. Sakry udzielił mu ówczesny prymas Belgii kard. Joseph-Ernest van Roey. 31 lipca 1952 mianowany biskupem diecezjalnym brugijskim. Na emeryturę przeszedł 15 grudnia 1984.

## Udział w soborze watykańskim II
Był jednym z bardziej aktywnych i jednym z najbardziej liberalnych ojców soborowych. Członek Sekretariatu ds. Jedności Chrześcijan oraz jeden z współtwórców i relator deklaracji soborowej o wolności religijnej Dignitatis Humanae. Podczas wystąpień dał się poznać jako zwolennik ekumenizmu i kolegializmu w Kościele.